# Csisztije prudi metróállomás
A Csisztije prudi (oroszul: Чи́стые пруды́, magyarul: Tiszta Vizek) egy állomás a Moszkvai metró Szokolnyicseszkaja vonalán. Szomszédos állomásai a Krasznije vorota és a Lubjanka. 1935. május 5-én a metró első szakaszával együtt került átadásra. A Mjasztnyitszkaja utca alatt fekszik, és gyalogos alagutak kötik össze a Turganyevszkajával és a Sztretyenszkij bulvarral. A metró legmélyebb állomása volt 1935 és 1938 között.

## Története
Érdekessége, hogy a második világháború alatt az állomás a Szovjet Légvédelem főhadiszállásaként szolgált, ezért a háború ideje alatt a peronok el lettek torlaszolva és fedve, a szerelvények pedig megállás nélkül haladtak át az állomáson. 1935-től 1990-ig Kirovszkaja néven működött, Szergej Kirov bronzból készült arcképe még mindig az állomás dísze. 1992-ben néhány hétig a Mjasztnitszkaja nevet viselte.

## Építészet és stílus
Ugyan eredetileg egy háromcsarnokos állomást terveztek, később a londoni metróban használatos mintára épült. Kialakításában hasonlít a többi régi állomásra, például a Krasznije vorotához és az Ohotnij Rjadhoz. Az állomást tervező építész Nyikolaj Kolli volt. A középső csarnok csak 1971-ben épült meg, hogy legyen összeköttetés a fentebb említett Turganyevszakaja és Sztretyenszkij bulvar állomásokkal. Az állomásra jellemző a feketemárvány, az ufalej-márvány és a koelga-márvány.

## Bejáratok
Az állomásra a felszínről két lejárat vezet: egy art déco pavilon a Csisztoprudnij bulvaron és egy másik a Mjasznitszkije Vorota térről.

## Fordítás
- Ez a szócikk részben vagy egészben  a   Chistye Prudy című angol Wikipédia-szócikk fordításán alapul.  Az eredeti cikk szerkesztőit annak laptörténete sorolja fel. Ez a jelzés csupán a megfogalmazás eredetét és a szerzői jogokat jelzi, nem szolgál a cikkben szereplő információk forrásmegjelöléseként.